# Thomas Walker
Tom Walker (Tampa, Florida; 7 de noviembre de 1948 – 23 de octubre de 2023) fue un beisbolista estadounidense que jugó seis temporadas con cuatro equipos en la MLB en la posición de pitcher.

## Carrera
Fue seleccionado en el Draft aficionado de 1968 por los Baltimore Orioles, donde pasó los siguientes cuatro años en las ligas menores, donde registró un partido de 193 lanzamientos el 4 de agosto de 1971 en un partido sin hit que duró 15 entradas donde obtuvo la victoria. En 1972 sería seleccionado por los Montreal Expos en el llamado Draft de Regla de 5 y en esa misma temporada hizo su debut en la MLB.
El 4 de diciembre de 1974 sería cambiado a los Detroit Tigers junto a Terry Humphrey por Woodie Fryman, teniendo en esa temporada jugó en 36 partidos como relevista con récord de 3-8 y efectividad de 4.45. Después jugó para los St. Louis Cardinals en 1976 al que llegó el 3 de febrero luego de que lo ficharan directamente de los Tigers donde fue pitcher de relevo en 10 partidos obteniendo tres salvamentos.
En 1977 regresaría a los Montreal Expos como agente libre, donde jugó en 11 partidos como relevista hasta el 13 de junio cuando lo venden a los California Angels donde solo jugó un partido y el último bateador al que enfrentó fue Lyman Bostock, al que forzó a batear para un tripleplay.
Su récord como profesional fue de 18-23 en 191 partidos en la MLB.

### Incidente en Puerto Rico
En 1972 cuando jugaba béisbol invernal en Puerto Rico, Walker junto a varios otros jugadores ayudaron a Roberto Clemente a cargar un avión con suministros a los sobrevivientes del terremoto en Nicaragua después de Navidad. Él se ofreció a acompañar a Clemente en su viaje a Nicaragua, pero el avión estaba lleno y Clemente le dijo que regresara a disfrutar del Año Nuevo. Unas pocas horas después, Walker regresó al condominio y por noticias en el periódico se enteró de que el avión en el que viajaba Clemente se había estrellado en la costa de Isla Verde, Puerto Rico.

## Vida personal
Era padre de Neil Walker, quien también fue beisbolista en la MLB que se retiró en 2021. Otro de sus hijos, Matt, jugó en las ligas menores como outfielder en los Detroit Tigers y Baltimore Orioles, y otro de sus hijos, Sean, fue pitcher con los George Mason Patriots en la NCAA. Tom también era hermanastro del también pitcher de los Montreal Expos, Chip Lang. Mientras que Don Kelly, quien jugó para los Detroit Tigers, se casó con su hija Carrie, una exbaloncestista, en 2007.
En julio de 2015 Walker fue seleccionado en el Texas League Hall of Fame.